# Gospodar plime (1991.)
Gospodar plime (eng. The Prince of Tides) je američka romantična drama iz 1991. godine temeljena na istoimenom romanu autora Pata Conroya iz 1986. godine. U filmu su glavne uloge ostvarili Barbra Streisand i Nick Nolte. Radnja filma vrti se oko Toma Winga koji nas kroz naraciju upoznaje s poviješću svoje obitelji i svog problematičnog djetinjstva u Južnoj Karolini. Osim što je glavna glumica, Streisand je film također producirala i režirala, a Pat Conroy i Becky Johnston su adaptirali knjigu u scenarij.
Film je 1991. godine nominiran u čak 7 kategorija za prestižnu filmsku nagradu Oscar, ali nije osvojio niti jednu nagradu. Također je nominiran u 3 kategorije za Zlatni globus od čega je osvojio jedan i to onaj za najboljeg glavnog glumca u drami (Nick Nolte). 

## Glumačka ekipa
- Barbra Streisand kao Susan Lowenstein
- Nick Nolte kao Tom Wingo
- Blythe Danner kao Sallie Wingo
- Kate Nelligan kao Lila Wingo Newbury
- Jeroen Krabbé kao Herbert Woodruff
- Melinda Dillon kao Savannah Wingo
- George Carlin kao Eddie Detreville
- Jason Gould kao Bernard Woodruff

## Produkcija
Iako je film bio uspješan Box-office hit i podigao reputaciju Barbre Streisand kao redateljice, njegove promjene u odnosu na knjigu uznemirile su neke sljedbenike autora Pata Conroya. Streisand je za film odbacila većinu flashback scena iz knjige. Lik psihijatra kojeg ona igra u filmu pojavljuje se samo u stvarnom vremenu, ne i u flashback scenama. U filmu je veza Toma Winga s njegovom obitelji ispričana kroz detalje, dok u knjizi ti flashbackovi kreiraju glavnu radnju i uzimaju puno više vremena nego romansa između njega i Streisandičing lika, Dr. Lowenstein. Odbacivanje flashbackova iz knjige pretvorili su ljubavnu vezu između Winga i Lowenstein glavnom okosnicom filma, dok to u knjizi nikako nije tako.
Još jedan lik u knjizi, drugi Wingov brat Luke, u filmu se pojavljuje samo u flashbackovima dok je u knjizi on jedan od bitnijih likova, a njegova smrt također spada u glavnu okosnicu radnje. Luke se u filmu pojavljuje periodično i to samo kao dijete, a njegova smrt je površno opisana. S druge strane, sam naslov knjige više se referira na Lukea, a ne na Toma. 
Film Gospodar plime bio je uspješan na kino blagajnama. U prvom vikendu film je zasjeo na četvrto mjesto zaradivši 10,035,412 milijuna dolara (ispred njega su bili Kapetan Kuka, Ljepotica i zvijer i Otac moje nevjeste), a u top 10 najgledanijih filmova zadržao se punih sedam tjedana. Film je u konačnici zaradio 74,787,599 milijuna dolara, a kad mu se pridoda još zarađenih 36,100,000 milijuna u rentalu, sveukupna zarada filma danas iznosi 110 milijuna dolara. 

## U popularnoj kulturi
U epizodi Two Tonys serije Obitelj Soprano, mafijaški šef Tony Soprano - kojeg privlači lik psihijatrice (Dr. Jennifer Melfi) i koji se divi glavnom liku filma (Nick Nolte) i koji (unatoč tome što ima mnogo ljubavnica) nikad ne bi ostavio svoju ženu - snažno se poistovjećuje s Tomom Wingom. Nakon što pogleda film, Soprano pošalje Dr. Melfi košaru punu deterdženta Tide te ostalih produkata za kupaonicu, uz poruku kojom otkriva svoj identitet: "Tvoj gospodar plime". 
U epizodi Sword of Destiny serije Prikraćeni, Tobias Fünke spominje i glumi lik Barbare Streisand iz filma Gospodar plime.
Kompletna epizoda Fear of Flying serije Simpsoni radnju fokusira na Marge i njezin pokušaj da pronađe izvor svoje avijafobije pa krene kod psihijatra. Pred kraj epizode, Marge psihijatra zove "Lownestein" (iako je njegovo ime Dr. Zweig). 

## Nominacije i nagrade

### Oscar
Film Gospodar plime nominiran je u sedam kategorija za prestižnu filmsku nagradu Oscar, ali nije osvojio niti jednu:
- Najbolji film - Barbra Streisand i Andrew S. Karsch
- Najbolji glumac - Nick Nolte
- Najbolja sporedna glumica - Kate Nelligan
- Najbolji adaptirani scenarij - Pat Conroy i Becky Johnston
- Najbolja kamera - Stephen Goldblatt
- Najbolja glazba - James Newton Howard
- Najbolja scenografija - Paul Sylbert i Caryl Heller

### Zlatni globus
Film Gospodar plime nominiran je u tri kategorije za nagradu Zlatni globus, a osvojio je jednu:
- Najbolji glumac (drama) - Nick Nolte
- Najbolji film (drama)
- Najbolji redatelj - Barbra Streisand